# Avantair
Avantair fue una compañía de aviones ejecutivos estadounidense, con sede en Clearwater, Florida.  Avantair fue la única compañía que contó con una flota ejecutiva de Piaggio Avanti.
La flota de Avantair consistió en 53 Piaggio P.180 Avanti y un IAI-1125 Astra.

## Historia
Avantair fue fundada en julio de 2003 con una flota exclusiva de Piaggio Avanti P.180 y en febrero de 2006, se convirtió en la única compañía operadora de vuelos ejecutivos en la industria con una flota completa de Piaggio Avanti. Bajo la dirección de Steven Santo, Avantair creció hasta convertirse en una de las mejores compañías de la industria liderada por su flota exclusiva de P.180.
Avantair dejó en tierra su flota en octubre de 2012, después de un incidente en el que un elevador se desprendió de la cola de uno de sus aviones en Camarillo, California, en junio de 2013. Avantair volvió a dejar su flota en tierra de nuevo debido a cuestiones sobre el mantenimiento y reposición de partes de los aviones sensibles al tiempo. Para finales de junio de 2013, la compañía anunció que no podría pagar a sus trabajadores por los trabajos realizados después del 8 de junio de 2013. La compañía dio permiso a sus tripulaciones de tierra y aire y estuvo buscando financiación para reanudar las operaciones. La compañía fue objeto de diversos pleitos legales y un caso particular, alegando que habían fallado al proveer servicios prepago a sus consumidores.
La compañía entró en quiebra en 2013 y subastó sus activos

## Bases de tripulantes
| Albany            | Houston       | Orlando         |
| Atlanta           | Indianápolis  | Filadelfia      |
| Baltimore         | Kansas City   | Phoenix         |
| Boston            | Las Vegas     | Pittsburgh      |
| Burbank           | Little Rock   | Portland        |
| Caldwell          | Los Ángeles   | Rochester       |
| Chicago           | Louisville    | Salt Lake City  |
| Charlotte         | Memphis       | San Francisco   |
| Cleveland         | Nashville     | St Louis        |
| Columbus          | Nueva York    | San Petersburgo |
| Dallas-Fort Worth | Newark        | San Diego       |
| Denver            | Nueva Orleans | Seattle         |
| Raleigh/Durham    | Omaha         | Tucson          |